# Hasan Fehmi (homme politique)
Pour les articles homonymes, voir Fehmi.
Hasan « Ataç » Fehmi, né en 1879 et décédé le 16 septembre 1961, était un homme politique turc et un membre de la Grande Assemblée nationale de Turquie et précédemment de la chambre des députés de l'empire ottoman. Dans les deux chambres, il représentait la région de Gümüşhane, son lieu de naissance.
Après sa carrière parlementaire, Hasan Fehmi devint le ministre de Mustafa Kemal Atatürk en prenant les portefeuilles de l'agriculture et des finances. Il fut récompensé de la médaille de l'Indépendance pour ses services envers la Turquie.